# Elk Grove (Wisconsin)
Elk Grove è un comune degli Stati Uniti, situato in Wisconsin, nella Contea di Lafayette.